# Ponnier L.1
Le Ponnier L.1 est un prototype d'avion militaire réalisé en France par Ponnier en 1914.